# Éric Girard (homme politique, 1970)
Pour les articles homonymes, voir Éric Girard et Girard.
Ne doit pas être confondu avec Eric Girard (homme politique, 1966).
Éric Girard, né en 1970 à Alma, est un agriculteur et homme politique québécois. Depuis les élections générales québécoises de 2018, il représente la circonscription de Lac-Saint-Jean à l'Assemblée nationale du Québec sous la bannière de la Coalition avenir Québec.

## Biographie
Né en 1970 à Alma, Éric Girard est un agriculteur et père de deux enfants. Diplômé du Collège d'Alma en gestion et technologies d’entreprise agricole, il a été vice-président de la Fédération régionale de l’Union des producteurs agricoles de 2017 à 2018, avant de s'engager en politique provinciale.

### Carrière politique
Éric Girard se lance en politique municipale en 2002 où il se fait élire maire de Saint-Nazaire. Réélu en 2005, il complètera son second mandat en 2009. Entretemps, il tente de se faire élire au niveau provincial en se présentant en février 2007 comme candidat de l'Action démocratique du Québec (ADQ) dans la circonscription de Lac-Saint-Jean. Il termine troisième derrière les candidats du Parti québécois et du Parti libéral lors des élections générales du 26 mars 2007.
En mai 2018, il se présente de nouveau dans la circonscription de Lac-Saint-Jean mais cette fois-ci pour la Coalition avenir Québec. Le 1er octobre 2018, il est élu député à l'Assemblée nationale du Québec au sein d'un gouvernement majoritaire de son parti.
Éric Girard est réélu lors des élections du 3 octobre 2022 avec 51,47 % des voix.

## Résultats électoraux

### Provincial
|                                                                                               | Nom                   | Parti             | Nombre de voix | %      | Maj.  |
| --------------------------------------------------------------------------------------------- | --------------------- | ----------------- | -------------- | ------ | ----- |
|                                                                                               | Éric Girard (sortant) | Coalition avenir  | 14 798         | 51,5 % | 7 431 |
|                                                                                               | William Fradette      | Parti québécois   | 7 367          | 25,6 % | -     |
|                                                                                               | Luc Martel            | Conservateur      | 3 270          | 11,4 % | -     |
|                                                                                               | Elsa Moulin           | Québec solidaire  | 2 178          | 7,6 %  | -     |
|                                                                                               | Tricia Murray         | Libéral           | 867            | 3 %    | -     |
|                                                                                               | Martin Lavoie         | Climat Québec     | 156            | 0,5 %  | -     |
|                                                                                               | Chantale Villeneuve   | Parti libertarien | 116            | 0,4 %  | -     |
| Total                                                                                         | Total                 | Total             | 28 752         | 100 %  |       |
| Le taux de participation lors de l'élection était de 67,2 % et 601 bulletins ont été rejetés. |                       |                   |                |        |       |

|                                                                                               | Nom              | Parti              | Nombre de voix | %      | Maj.  |
| --------------------------------------------------------------------------------------------- | ---------------- | ------------------ | -------------- | ------ | ----- |
|                                                                                               | Éric Girard      | Coalition avenir   | 11 437         | 39,5 % | 2 299 |
|                                                                                               | William Fradette | Parti québécois    | 9 138          | 31,5 % | -     |
|                                                                                               | Manon Girard     | Québec solidaire   | 4 305          | 14,9 % | -     |
|                                                                                               | Mathieu Huot     | Libéral            | 3 630          | 12,5 % | -     |
|                                                                                               | Michael Grecoff  | Conservateur       | 272            | 0,9 %  | -     |
|                                                                                               | Maude Gouin Huot | Équipe autonomiste | 199            | 0,7 %  | -     |
| Total                                                                                         | Total            | Total              | 28 981         | 100 %  |       |
| Le taux de participation lors de l'élection était de 68,7 % et 518 bulletins ont été rejetés. |                  |                    |                |        |       |

|                                                                                               | Nom                | Parti               | Nombre de voix | %      | Maj.  |
| --------------------------------------------------------------------------------------------- | ------------------ | ------------------- | -------------- | ------ | ----- |
|                                                                                               | Alexandre Cloutier | Parti québécois     | 14 750         | 46,4 % | 5 575 |
|                                                                                               | Yves Bolduc        | Libéral             | 9 175          | 28,9 % | -     |
|                                                                                               | Eric Girard        | Action démocratique | 6 837          | 21,5 % | -     |
|                                                                                               | Denis Plamondon    | Québec solidaire    | 536            | 1,7 %  | -     |
|                                                                                               | Vital Tremblay     | Vert                | 474            | 1,5 %  | -     |
| Total                                                                                         | Total              | Total               | 31 772         | 100 %  |       |
| Le taux de participation lors de l'élection était de 77,3 % et 229 bulletins ont été rejetés. |                    |                     |                |        |       |

### Municipal
| Candidats pour la mairie            | Vote | %     |
| ----------------------------------- | ---- | ----- |
| Éric Girard (sortant)               | 719  | 64,08 |
| Michel Martel                       | 403  | 35,92 |
| Nombre d'électeurs inscrits : 1 516 |      |       |
| Taux de participation : 74 %        |      |       |

| Candidats pour la mairie            | Vote | %     |
| ----------------------------------- | ---- | ----- |
| Éric Girard (sortant)               | 796  | 76,76 |
| Louis-Maurice Tremblay              | 241  | 23,24 |
| Nombre d'électeurs inscrits : 1 515 |      |       |
| Taux de participation : 68 %        |      |       |